# Свята Іларія
Свята Іларія — християнська свята, канонізована у коптській, ефіопській і сирійській яковитській церквах. У коптській церкві день пам'яті святої — 16 січня. За легендою, старша донька візантійського імператора Зенона. Ймовірно, є вигаданою, оскільки в реальності у Зінона не було доньок.
За легендою, Іларію приваблював чернечий спосіб життя, тому вона втекла з дому і переїхала до Александрії, а звідти — до Скитської пустелі в Єгипті. Там вона перевдяглася у чоловічий одяг і пішла до монастиря під керівництвом авви Памви, де почала жити під чоловічим ім'ям Іларіон. Через три роки Памва дізнався про її стать, проте попросив продовжувати зберігати таємницю, щоб уникнути скандалу. Іларія продовжувала жити в монастирі і стала знана як Іларіон-євнух, оскільки в неї не росла борода.
За 9 років молодша сестра Іларії впала у біснуватість. Її відіслали на лікування саме в той монастир, де жила Іларія. Сестра не впізнала Іларію, проте, повернувшись, розповіла батькові про монаха, що був особливо турботливим до неї і завдяки якому вона зцілилася. Зенон захотів побачити монаха і викликав його до палацу. Після прибуття Іларія мусила розкрити свою таємницю батьку і сестрі (які давно вважали її мертвою), проте вона вмовила їх дозволити їй повернутися у Скит, де і жила до самої смерті.
Прообразом історії про Іларію часто вважають єгипетську легенду про Бент-Реш, чиє ім'я перекладається дуже схоже на Іларію («Донька радості» і «Радість» відповідно). Основним джерелом історії є Легенда про Іларію, коптський романс, написаний до 848 року.
Іларія належить до групи святих-кросдресерів, популярних у середньовіччі, і, як вважається, була створена під впливом інших історій про святих жінок, що стали монахами у чоловічому образі.